# Aquileia
Aquileia (AFI: /akwiˈlɛja/;  in friulano Aquilee, nella variante locale Aquilea, in friulano antico Olee o Olea, in tedesco Aglar o Aglay, in sloveno Oglej) è un comune italiano di 3 116 abitanti dell'ex provincia di Udine, in Friuli-Venezia Giulia. Durante l'antichità classica fu una grande città con una popolazione stimata vicina ai 100 000 abitanti nel II secolo d.C. Colonia romana fondata nel 181 a.C., fu capitale della X regione augustea e metropoli della chiesa cristiana. Nella tarda antichità la città fu la prima della penisola italiana ad essere saccheggiata da Attila, Re degli Unni.
Insieme con Ravenna e Brescia è il più importante sito archeologico dell'Italia settentrionale e con Cividale del Friuli e Udine è stata una delle capitali storiche del Friuli, il cui vessillo deriva proprio dallo stemma di Aquileia.

## Geografia fisica
L'abitato si sviluppa attorno alla basilica patriarcale per un raggio di circa un chilometro, inglobando anche i resti dell'antica città romana, ed è attraversato dal fiume Natissa. La parte sud del territorio comunale, retrostante alla laguna di Grado, è invece costituita da territorio coltivato (derivante da bonifiche) o piccole macchie di bosco planiziale. La frazione di Belvedere, prospiciente la laguna, ospita due tipici esempi di pinete (Pineta di San Marco e Pineta di Bielvedè).
Il territorio di origine paludosa è stato recuperato da massicci interventi di bonifica.

## Storia

### Epoca romana

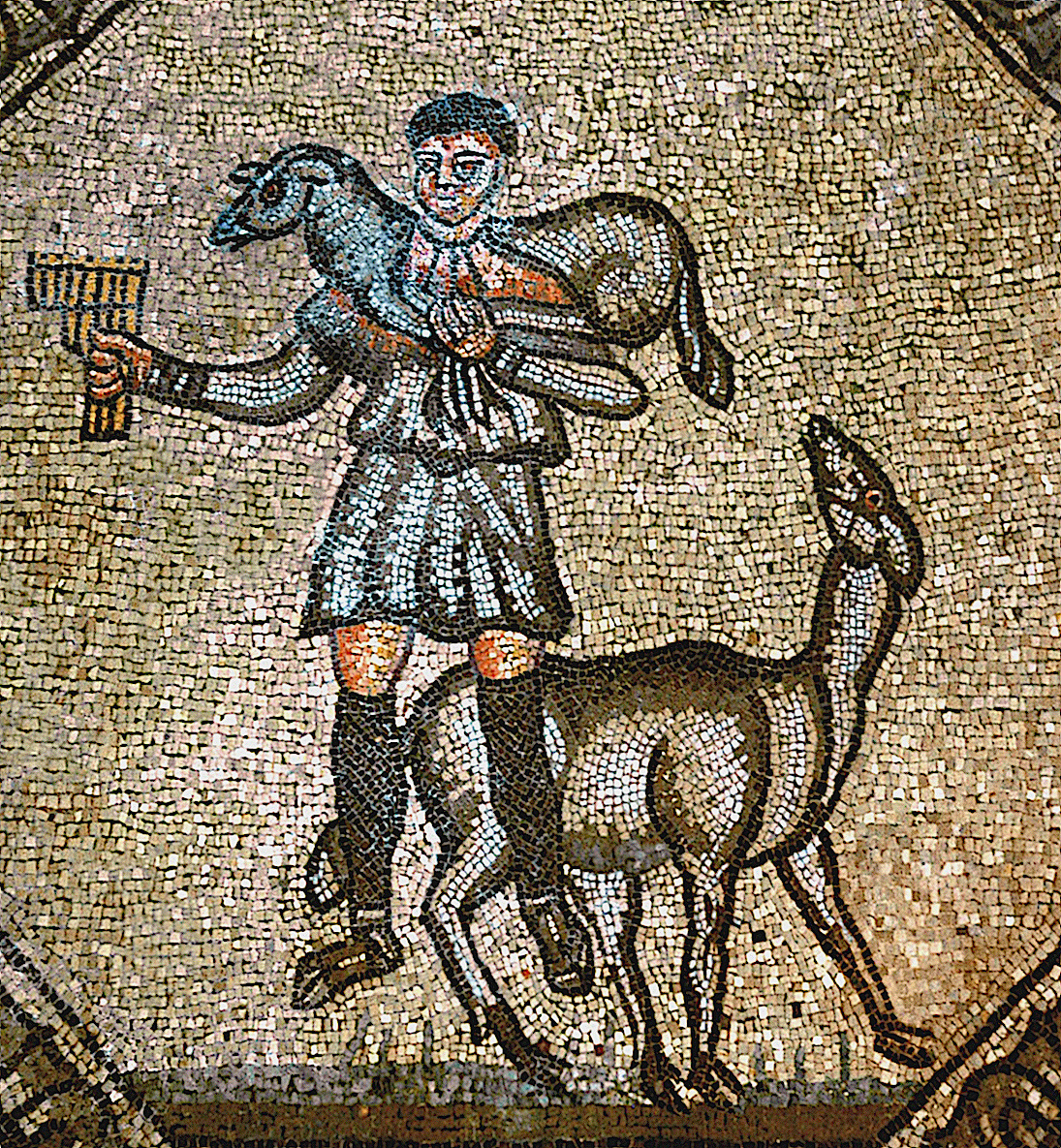
Mosaico del Buon pastore, particolare del pavimento della Basilica di Aquileia

#### Dal II secolo a.C. al II secolo d.C.
Fondata nel 181 a.C. come colonia romana da parte dei triumviri romani Lucio Manlio Acidino, Publio Scipione Nasica e Gaio Flaminio mandati dal Senato a sbarrare la strada ai barbari che minacciavano i confini orientali d'Italia, la città dapprima crebbe quale base militare per le campagne contro gli Istri, e contro vari popoli, fra cui i Carni e poi per l'espansione romana verso il Danubio.
I primi coloni furono 3 500 fanti seguiti dalle rispettive famiglie.
È divisa dal cardine massimo, l'attuale via Giulia Augusta, e dal decumano massimo. Romanizzata la regione, la città, municipio dopo l'89 a.C. si ingrandì in fasi successive, come attestano le diverse cinte murarie. Durante l'inverno tra il 59 ed il 58 a.C., come riportato nel De bello Gallico, Giulio Cesare pose gli accampamenti circum Aquileiam, intorno ad Aquileia e da Aquileia richiamò due legioni per affrontare gli Elvezi. Certamente oltre a questo soggiorno di Cesare ve ne furono altri, da cui la città ottenne parecchi vantaggi.
Divenne centro politico-amministrativo (capitale della X Regione augustea, Venetia et Histria) e prospero emporio, avvantaggiata dal lungo sistema portuale e dalla raggiera di importanti strade che se ne dipartivano sia verso il nord, oltre le Alpi e fino al Baltico ("via dell'ambra"), sia in senso latitudinale, dalle Gallie all'Oriente. Fin da tarda età repubblicana e durante quasi tutta l'epoca imperiale Aquileia costituì uno dei grandi centri nevralgici dell'Impero Romano.
Notevole fu la vita artistica, sostenuta dalla ricchezza dei committenti e dall'intensità dei traffici e dei contatti.

#### La peste ad Aquileia
L'Impero dal 165 al 189 venne afflitto da una pestilenza, probabilmente un'epidemia di vaiolo, conosciuta con il nome di Peste antonina o "peste di Galeno", che durò circa 15 anni e secondo alcune fonti fece un totale di 5 000 000 vittime. Secondo alcuni si trattò di uno di quegli eventi che cambiarono profondamente la storia romana, quasi da determinare una rottura epocale con il periodo precedente.
La città di Aquileia vide a partire dal 168 ammassarsi nel suo territorio immense quantità di truppe e il timore che questo assembramento potesse trascinarsi dietro il pericoloso morbo si rivelò presto fondato. Nella primavera del 168 gli imperatori Marco Aurelio e Lucio Vero decidono di recarsi nella zona danubiana per raggiungere Carnuntum; Aquileia sarà la prima tappa, lo stato maggiore imperiale era composto dal prefetto del pretorio Tito Furio Vittorino, Pomponio Proculo Vitrasio Pollione, Daturnio Tullo Prisco, Claudio Frontone, Avvento Antistio. I due imperatori giunti ad Aquileia e preoccupati per l'epidemia che intanto aveva già provocato la morte del prefetto Furio Vittorino inviano una lettera a Galeno richiedendolo quale medico personale per la campagna germanica.
Finita l'estate dello stesso anno Marco Aurelio si ritira dalla campagna militare con le sue truppe per svernare ad Aquileia qui viene raggiunto da Galeno proprio con lo scoppio dei primi casi di peste in città. La sempre maggiore diffusione di casi di peste ad Aquileia induce gli imperatori a decidere di ritirarsi con la sola scorta personale a Roma; Lucio Vero, che aveva sollecitato questa partenza a causa dei suoi continui malesseri morirà ad Altino, colpito da apoplessia.

#### L'assedio dell'imperatore Massimino il Trace

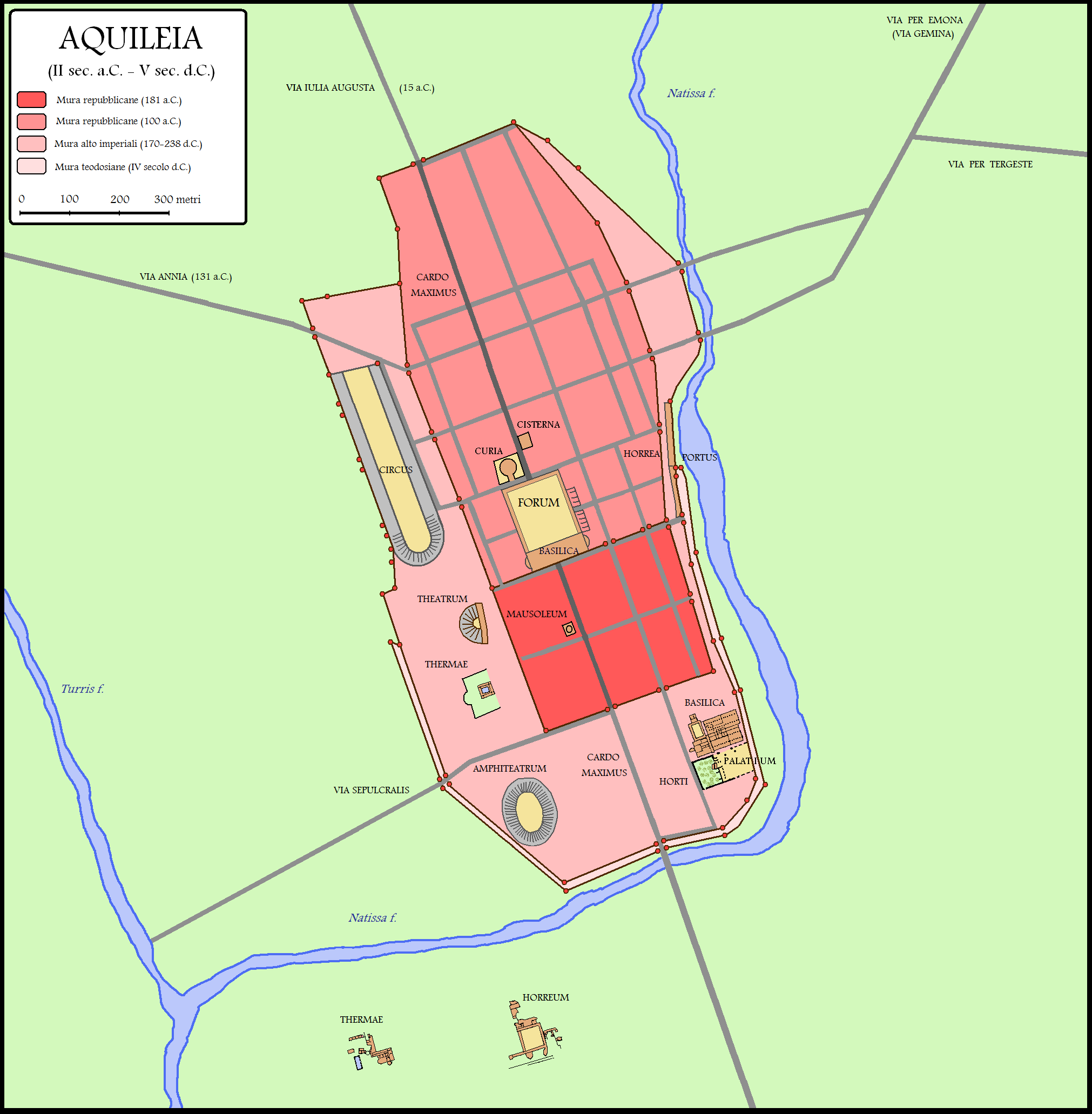
L'antica città romana di Aquileia nel suo sviluppo, periodo per periodo: dal primo periodo repubblicano (con le mura del castrum legionario quadrangolare in rosa più scuro); a quello successivo dopo la costruzione della via Annia (dopo la vittoria sui Cimbri) con le mura costruite nel 100 a.C.; fino alla città alto imperiale (con le mura costruite nel periodo compreso tra l'imperatore Marco Aurelio e Massimino il Trace); ed a quella del IV secolo di Teodosio I. Sono presenti i principali monumenti dell'epoca: circo, teatro, terme, anfiteatro ecc.

Gli apprestamenti difensivi, potenziati fra il II e il III secolo, le permisero di superare gli assedi dei Quadi e dei Marcomanni (170), e dell'imperatore Massimino il Trace, che in seguito all'elezione a suo discapito da parte del Senato romano degli imperatori Pupieno e Balbino che accettarono Gordiano come Cesare, scese in Italia dalla Pannonia con l'esercito (nel 238) ma la città di Aquileia dove contava di fare approvvigionamenti gli chiuse le porte, costringendolo all'assedio; Rutilio Crispino e Tullio Menofilo furono incaricati dal Senato di organizzare la difesa (bellum Aquileiensis), cosa che fecero egregiamente rinforzando le mura e accumulando cibo e acqua in quantità. Massimino mandò sotto le mura degli inviati per invitare la popolazione ad arrendersi; Crispino arringò il popolo (il discorso è riportato da Erodiano), invitandolo a confidare nel Senato romano e a guadagnarsi il titolo di liberatori d'Italia dalla tirannia di Massimino.
Persi d'animo dal protrarsi dell'assedio, i soldati di Massimino lo uccisero. Menofilo e l'altro comandante della guarnigione, Tullio Menofilo, si recarono presso Cervignano dove l'esercito di Massimino era accampato lungo il fiume Ausa recando le effigi di Pupieno, Balbino e Gordiano coronate con alloro; dopo aver acclamato da soli gli imperatori, si voltarono e chiesero all'esercito di riconoscere per acclamazione gli imperatori scelti dal Senato e dal popolo di Roma.

#### L'avvento del cristianesimo
Nel 300 l'Imperatore Massimiano si stabilì nei palazzi imperiali di Mediolanum e Aquileia ed in queste città fece erigere costruzioni di enormi proporzioni tanto da farle apparire come una sorta di "seconda capitale" (tra cui il circo). Nonostante la Crisi del III secolo vi si ripercuotesse dolorosamente, la città, sede di numerosi uffici e istituzioni autorevoli, risultava ancora, alla morte dell'imperatore Teodosio I (395), la nona città dell'Impero e la quarta d'Italia, dopo Roma, Milano e Capua, celebre per le sue mura e per il porto.
Nel IV-V secolo d.C. si intensificarono le presenze imperiali e molti scontri sanguinosi risolsero contese fratricide (Costantino II, 339; Magnenzio, 350) o episodi di usurpazione: Teodosio I vi sconfisse Magno Massimo (388); Valentiniano III vi uccise Giovanni Primicerio (425).
Aquileia esercitò una funzione morale e culturale con l'avvento del cristianesimo che, secondo la tradizione, fu predicato nella zona dall'apostolo san Marco. Nei primi secoli la città vide poi la testimonianza di diversi martiri, i primi dei quali furono Ermagora e Fortunato (circa 70 d.C.); nativo di Aquileia sarebbe anche papa Pio I (m. 154). Altri martiri della chiesa aquileiese furono, nel III secolo, Ilario e Taziano (m. 284); agli inizi del IV secolo furono martirizzati Crisogono, Proto e i fratelli Canzio, Canziano e Canzianilla, il culto dei quali trovò ampia diffusione in tutti i territori della Diocesi di Aquileia, dal Veneto all'Istria, dalla Carinzia alla Slovenia.
Nel 313 l'imperatore Costantino pose fine alle persecuzioni. Col vescovo Teodoro (m. 319 circa) sorse un grande centro per il culto composto da tre aule splendidamente mosaicate, ciascuna delle quali conteneva oltre 2 000 fedeli.
I vescovi di Aquileia crebbero di importanza nei secoli seguenti, dando un vigoroso contributo allo sviluppo del cristianesimo occidentale, sia sotto il profilo dottrinario (celebre e decisivo per la lotta contro l'arianesimo il concilio del 381, che interessò tutte le chiese d'Occidente) sia per l'autorità esercitata (fu metropoli per una ventina di diocesi in Italia e una decina oltre le Alpi).

#### La distruzione da parte di Attila e l'arrivo dei Longobardi
Aquileia resistette alle ripetute incursioni di Alarico (401, 408) ma non ad Attila che in seguito all'incidentale crollo di un muro della fortificazione riuscì a penetrare nella città il 18 luglio del 452, devastandola e, si dice, spargendo il sale sulle rovine. Attila costrinse i legionari che aveva fatto prigionieri a costruire macchine da assedio in uso presso i romani e massacrò o fece schiava gran parte della popolazione. Alla figura di Attila sono legate due leggende: una inerente al crollo delle mura di Aquileia ed un sogno premonitore grazie al quale Attila conquistò la città; l'altra sul tesoro di Aquileia, sepolto per evitare che fosse depredato.
Sopravvissero l'autorità della sua chiesa e il mito di una città che era stata potente, benché ormai il suo dominio diretto si limitasse ad un territorio di ridotta estensione che aveva i suoi punti di forza nell'area urbana con lo scalo marittimo e nel borgo di Grado.
Quest'ultimo si sviluppò ed acquistò un'importanza sempre maggiore a seguito dell'invasione longobarda del 568. Da quel momento la regione di Aquileia venne suddivisa fra romano-bizantini (che ne occuparono la zona litoranea con sede a Grado) ed i Longobardi (la parte interna con sede ad Aquileia). Infatti dal 606 si ebbe anche lo sdoppiamento della sede patriarcale.
Nel VII secolo si ebbero le fondazioni monastiche da parte dei monaci dell'abbazia di San Martino della Beligna e del monastero di Santa Maria di Monastero.
Nell'VIII secolo la sede del patriarcato viene trasferita nella più sicura Cividale.
Nel X secolo vi furono numerose distruzioni a causa delle scorrerie degli Ungari.

### Medioevo
Verso l'anno Mille si assisté alla rinascita della città, che tornò ad avere grande prestigio con il patriarca Poppone (1019-42), che riportò la sede ad Aquileia.

### Età moderna e contemporanea
Il 1420 segnò la fine del potere temporale dei patriarchi e Aquileia passò sotto il dominio della Serenissima. Aquileia tuttavia continuò a dare il suo nome al patriarcato omonimo.
Nel 1509 fu conquistata dal Sovrano del Sacro Romano Impero, Massimiliano I d'Asburgo, durante la Guerra della Lega di Cambrai.
Con il trattato di Noyon, poi confermato dalla pace di Worms (1521), Aquileia rimase sotto dominio imperiale, diventando uno dei 16 capitanati della Contea di Gorizia; la perdita di Aquileia, assieme a Cervignano, isolava per via di terra Monfalcone dagli altri domini veneziani.
Con il lodo arbitrale di Trento del 1535, Aquileia venne restituita al Patriarca.
Nel 1543 Nicolò Della Torre, capitano di Gradisca, fece insediare un presidio austriaco ad Aquileia, ponendo fine al dominio temporale dei patriarchi sulla città, ripristinato solo da pochi anni. Da allora la località fu sottoposta al capitanato di Gradisca.
Giacomo d'Attems, che ricoprì la carica di capitano sino alla morte, nel 1590, diede al capitanato di Gradisca una fisionomia precisa, sottoponendo a esso la città di Aquileia, oltre alla fortezza di Gradisca e le ville di Farra, Villanova, Mossa, Ruda, San Nicolò di Levata (commenda dell'Ordine di Malta), Sant'Egidio, Fiumicello, Villa Vicentina, la gastaldia di Aiello (con Joannis, Tapogliano e Visco).
Nel 1647 la città di Gradisca d'Isonzo venne infeudata come contea principesca a sé stante sotto i conti, poi principi, di Eggenberg, la quale ebbe giurisdizione anche su Aquileia, fino al 1717 quando, per l'estinzione della famiglia, tornò dominio asburgico; nel 1754, Gradisca fu riunificata a Gorizia creando la Contea di Gorizia e Gradisca.
Proprio il dominio diretto della Casa d'Asburgo aveva provocato indirettamente la fine del Patriarcato aquileiese per la questione del diritto di nomina del Patriarca che era da secoli in mano alla Serenissima Repubblica di Venezia in quanto la sede effettiva era Udine, mentre la Casa Imperiale d'Austria lo rivendicava perché sovrani della sede titolare e originaria. La questione venne risolta quando il territorio venne diviso nel 1752 tra le nuove arcidiocesi di Udine e arcidiocesi di Gorizia e a quest'ultima rimase Aquileia.
Dopo il Trattato di Campoformio e al successivo Trattato di Lunéville, rimase alla Monarchia asburgica.
Con la pace di Pace di Presburgo passò al Regno d'Italia napoleonico; la successiva Convenzione di Fontainebleau del 1807 e il seguente trattato di Schönbrunn (1809) confermarono poi tale assegnazione fino al 1814, sotto il Dipartimento dell'Adriatico.
Col Congresso di Vienna nel 1815 rientrò in mano austriaca nel Regno d'Illiria; passò in seguito sotto il profilo amministrativo al Litorale austriaco nel 1849 come comune comprendente le frazioni di Beligna, Belvedere, Monastero e Sant'Egidio (l'attuale San Zilli).
In località Cascina Farello (1 km a sud-est di Aquileia) dal 23 novembre 1915 veniva distaccata, una sezione di Nieuport dall'Escadrille N 92 i - N 392 - N 561 francese dell'Aeroporto di Venezia-Lido diventata nel periodo più consistente, fino al 24 ottobre 1917,, dal 2 marzo 1916 arriva la 2ª Squadriglia caccia che il 15 aprile 1916 diventa 71ª Squadriglia caccia la quale resta fino al 25 maggio e dall'agosto 1916 la 77ª Squadriglia aeroplani fino al marzo 1917.
A dicembre 1918 arriva ad Aquileia il I Gruppo fino al 28 febbraio 1919 ed a Cascina Farello alla fine del 1918 la 131ª Squadriglia fino al marzo 1919.
Dopo la prima guerra mondiale fu annessa al Regno d'Italia e venne congiunto alla Provincia di Gorizia.
In seguito all'abolizione della stessa Provincia nel 1923, il comune passò alla provincia del Friuli e venne inserito nel Mandamento di Cervignano del Circondario di Gradisca e subito dopo al Circondario di Udine.

### Leggende
Nella memoria collettiva l'invasione degli Unni e la conquista di Aquileia da parte di Attila hanno lasciato una profonda impressione. Ancora oggi, nei modi di dire comuni del territorio, viene dato l'appellativo di "Attila" a chi si dimostra particolarmente aggressivo o distruttivo. Sono numerose le leggende nate su questo personaggio in relazione alla città, tre sono le più ricorrenti.
"L'assedio". Aquileia stava opponendo una dura resistenza agli invasori. Attila stava quasi per ordinare ai suoi la ritirata, quando vide allontanarsi in volo delle cicogne con i loro piccoli. Compreso che ormai la città non aveva più le provviste necessarie per sfamare la popolazione, mantenne l'assedio ancora per qualche giorno e riuscì a conquistarla.
"Il colle". Una volta incendiata la città, Attila, ormai lontano, diede ordine ai guerrieri di portare della terra nei loro elmi e di riversarla in un punto prestabilito. I soldati erano molto numerosi ed in breve tempo riuscirono a formare una collinetta con la terra riportata, dalla quale Attila poté osservare i fumi elevarsi dalla città incendiata. Si dice che il colle sia quello di Udine, su cui sorge il castello, ma anche altre località della regione rivendicano di avere la stessa origine.
"Il pozzo d'oro". Alcuni abitanti di Aquileia erano riusciti a fuggire prima dell'incendio, trovando rifugio nell'isola di Grado. Prima della fuga però avevano fatto scavare ai loro schiavi un pozzo in cui avevano nascosto tutti i tesori e gli oggetti d'oro. Per mantenere il segreto, gli schiavi furono annegati; il pozzo d'oro non fu mai ritrovato. Questo mito era ritenuto talmente verosimile che, fino alla Prima guerra mondiale, i contratti di compravendita dei terreni includevano la clausola "Ti vendo il campo, ma non il pozzo d'oro", assicurando l'eventuale ritrovamento al precedente proprietario.

### Cronologia dei patriarchi
Elenco dei patriarchi alla guida della Patria del Friuli dal 1077 al 1420:
- Sigeardo di Beilstein † (1077)
- Enrico di Biburgo † (1077 - 1084)
- Federico di Moravia † (1084 - 1085)
- Ulrico di Eppenstein † (1086 - 1121)
- Gerardo Primiero † (1122 - 1128)
- Egilberto di Bamberga † (1129 - 1130)
- Pellegrino di Ortenburg † (1130 - 1161)
- Ulrico di Treven † (1161 - 1181)
- Goffredo di Hohenstaufen † (1182 - 1194)
- Pellegrino di Ortenburg-Sponheim † (1195 - 1204)
- Volchero di Erla † (1204 - 1218)
- Bertoldo di Andechs-Merania † (1218 - 1251)
- Gregorio di Montelongo † (1251 - 1269)
- Filippo di Carinzia † (1269 - 1273)
- Raimondo della Torre † (1273 - 1299)
- Corrado di Slesia † (1299) (nominato dal capitolo, non confermato dal papa)
- Pietro Gerra † (1299 - 1301)
- Ottobuono di Razzi † (1302 - 1315)
  - Gillo da Villalta (1315 - 1316) (nominato dal capitolo, non confermato dal papa)[22]
- Cassono della Torre † (1316 - 1318)
- Pagano della Torre † (1319 - 1332)
- Bertrando di San Genesio † (1334 - 1350)
- Nicola di Lussemburgo † (1350 - 1358)
- Ludovico della Torre † (1359 - 1365)
- Marquardo di Randeck † (1365 - 1381)
- Filippo d'Alençon † (1381 - 1387)
- Giovanni Sobieslaw di Moravia † (1387 - 1394)
- Antonio Gaetani † (1394 - 1402)
- Antonio Panciera † (1402 - 1412)
  - Antonio Da Ponte † (1409 - 1418) (antipatriarca)
- Ludovico di Teck † (1412 - 1420)

### Simboli
Lo stemma, il gonfalone e il sigillo del comune sono stati riconosciuti con decreto del Capo del Governo del 12 luglio 1929.
Stemma
(D.C.G. 12 luglio 1929)
Gonfalone

## Monumenti e luoghi d'interesse

### La Basilica
La chiesa più importante di Aquileia ha origini apostoliche. Qui san Marco inviato da san Pietro a evangelizzare la città, consacra sant'Ermagora primo vescovo di Aquileia. 
La basilica è il più antico edificio di culto cristiano dell'Italia nord-orientale. Nonostante i vari interventi posteriori, la basilica di Aquileia mantiene le forme dell'XI secolo.  La prima parte venne edificata successivamente all'editto di Costantino, per volontà del vescovo Teodoro. Essa era costituita da due aule parallele, connesse da una trasversale.
Tra il 1021 ed il 1031 venne realizzata una quasi totale ricostruzione, per desiderio del patriarca Poppone, e venne edificato il campanile isolato, alto 73 metri, a cuspide, che costituì prototipo per le costruzioni friulane ed istriane. In seguito al terremoto del 1348, la basilica venne ulteriormente restaurata, acquisendo interventi in stile gotico, tra il 1350 e il 1381.
Infine, accolse sovrapposizioni di matrice rinascimentale, soprattutto per quanto concerne le decorazioni della zona del presbiterio, nel periodo della dominazione veneziana.
La facciata a doppio spiovente, si apre allo spazio antistante attraverso una bifora ed un portico.
L'interno è a croce latina, a tre navate e presenta il presbiterio rialzato. Tra le antiche mura, si è conservato uno straordinario pavimento a mosaico di inizio del IV secolo, con scene dell'antico testamento, che è particolarmente interessante perché, se nella contemporanea pittura nelle catacombe a Roma si iniziava ad assistere a una semplificazione dello stile usato, a fronte di una maggior immediatezza della raffigurazione e un marcato simbolismo, ad Aquileia si notano ancora uno stile naturalistico di matrice ellenistica, sebbene già pienamente adeguato alla nuova simbologia cristiana.
Si nota quindi il "pesce", ichthys in greco, acronimo di Iesus Cristos Theou Uios Soter ("Gesù Cristo Salvatore figlio di Dio"), le storie di Giona, esempio dell'Antico Testamento allusivo alla morte e resurrezione in tre giorni, il buon pastore, la lotta tra il gallo e la tartaruga, eccetera. Il gallo, che canta all'alba al sorgere del sole, è ritenuto simbolo della luce di Cristo. La tartaruga è simbolo del male, del peccato a causa dell'etimologia del termine che è dal greco Ταρταρικός, Tartarikós, "abitante del Tàrtaro".
Recenti studi hanno evidenziato che molti simboli presenti sui mosaici sono attribuibili allo gnosticismo ed alla sua cosmologia. Una comunità di cristiani gnostici era presente in Aquileia nei primi secoli dell'era cristiana.. Frequente è anche la raffigurazione musiva del nodo di Salomone.	
I "mosaicì", in uno stato di conservazione eccezionale sia per ampiezza, che per completezza delle scene e interesse iconografico, si trova nell'antica basilica di Aquileia, quella dei "battezzati", poiché ad Aquileia esisteva anche una seconda chiesa, accanto alla prima, per i catecumeni, coloro cioè che non avevano ancora ricevuto il battesimo, secondo l'usanza di allora di battezzarsi solo in età adulta, che quindi erano spesso la maggioranza dei fedeli.
All'inizio della navata sinistra, si può accedere alla "Cripta degli Scavi" dove sono visibili i resti della basilica paleocristiana.
Alla fine della navata destra si incontra la cappella di Sant'Ambrogio o cappella della famiglia milanese dei Della Torre con all'interno i sepolcri di cinque membri di quella famiglia dei quali tre patriarchi di Aquileia tra cui Raimondo della Torre.
Il 26 ottobre 1921 nella basilica di Aquileia fu scelta, tra quelle di alcuni militari non identificati caduti nella guerra 1915-1918 la salma del Milite Ignoto, poi trasportata a Roma e deposta nella tomba del complesso monumentale del Vittoriano, a piazza Venezia, il 4 novembre successivo. I corpi degli altri soldati furono sepolti nel cimitero adiacente alla Basilica, nella "Tomba dei dieci militi ignoti", progettata dall'architetto Guido Cirilli

### Architetture militari
- Cimitero degli Eroi

### Aree naturali
- Pineta di San Marco
- Pineta di Belvedere
- Bosco dei Leoni

### Musei
- Museo archeologico nazionale
- Museo paleocristiano di Monastero - ex-monastero benedettino di Santa Maria

### Siti archeologici
- Porto fluviale ("Via Sacra")[29]
- Foro romano[30]
- Sepolcreto romano
- Tratto della Via Flavia
- Tratto della Via Postumia
- Tratto della Via Annia

## Società

### Evoluzione demografica
Abitanti censiti

### Lingue e dialetti
Ad Aquileia, accanto alla lingua italiana, la popolazione utilizza la lingua friulana. Ai sensi della Deliberazione n. 2680 del 3 agosto 2001 della Giunta della Regione Autonoma Friuli-Venezia Giulia, il Comune è inserito nell'ambito territoriale di tutela della lingua friulana ai fini della applicazione della legge 482/99, della legge regionale 15/96 e della legge regionale 29/2007.
La lingua friulana che si parla ad Aquileia rientra fra le varianti appartenenti al friulano goriziano.

## Infrastrutture e trasporti

### Ferrovie
La stazione ferroviaria più vicina è quella di Cervignano-Aquileia-Grado ubicata in territorio cervignanese sulle linee Venezia – Trieste e Cervignano-Udine.
Fino al 1937 era attiva la ferrovia Cervignano-Aquileia-Pontile per Grado che si dipartiva dalla stazione sopracitata e che raggiungeva la frazione di Belvedere e l'imbarco dei traghetti diretti a Grado. Sul sedime della ferrovia dismessa è stata costruita una ciclovia che prosegue fino a Grado. Inoltre, durante la prima guerra mondiale furono attive nella zona di Aquileia diverse ferrovie militari, una delle quali giungeva sino a Cividale.

### Strade
Il territorio comunale è attraversato in tutta la sua interezza dalla strada regionale 352 di Grado, affiancata per praticamente tutto il percorso dalla ciclovia Alpe Adria.

## Amministrazione

Il gonfalone comunale

### Sindaci dal 1946
|                                                      | Antonio Furlan        | Partito Comunista Italiano | 1946-1953      | 1946   |
| 1951                                                 | Antonio Furlan        | Partito Comunista Italiano | 1946-1953      |        |
|                                                      | Ottone Rigonat        | Partito Comunista Italiano | 1953-1956      | (1951) |
|                                                      | Gastone Andrian       | Partito Comunista Italiano | 1956-1975      | 1956   |
| 1960                                                 | Gastone Andrian       | Partito Comunista Italiano | 1956-1975      |        |
| 1964                                                 | Gastone Andrian       | Partito Comunista Italiano | 1956-1975      |        |
| 1970                                                 | Gastone Andrian       | Partito Comunista Italiano | 1956-1975      |        |
|                                                      | Lodovico Nevio Puntin | Partito Comunista Italiano | 1975-1995      | 1975   |
| 1980                                                 | Lodovico Nevio Puntin | Partito Comunista Italiano | 1975-1995      |        |
| 1985                                                 | Lodovico Nevio Puntin | Partito Comunista Italiano | 1975-1995      |        |
| 1990                                                 | Lodovico Nevio Puntin | Partito Comunista Italiano | 1975-1995      |        |
| Sindaci eletti direttamente dai cittadini (dal 1995) |                       |                            |                |        |
|                                                      | Roberto Tomat         | Centro-sinistra            | 1995-1999      | 1995   |
|                                                      | Sergio Comelli        | Centro-destra              | 1999-2004      | 1999   |
|                                                      | Alviano Scarel        | Centro-sinistra            | 2004-2014      | 2004   |
| 2009                                                 | Alviano Scarel        | Centro-sinistra            | 2004-2014      |        |
|                                                      | Gabriele Spanghero    | Centro-sinistra            | 2014-2019      | 2014   |
|                                                      | Emanuele Zorino       | Centro-destra              | 2019-in carica | 2019   |
| 2024                                                 | Emanuele Zorino       | Centro-destra              | 2019-in carica |        |

### Gemellaggi
- Pirano, dal 1977
- Maria Saal, dal 2011

## Sport
Ha sede nel comune la società di calcio A.S.D. Aquileia, fondata nel 1921, militante in Promozione.